# Medusenfische
Die Medusenfische (Stromateidae) oder Erntefische sind eine Familie von Meeresfischen aus der Ordnung Scombriformes. Sie leben in Schwärmen im Atlantik und Indopazifik, meist in Küstennähe über den Kontinentalabhängen. 

## Merkmale
Sie haben hochrückige, seitlich abgeflachte Körper, die von kleinen, leicht abfallenden Rundschuppen bedeckt sind. Die Kiemendeckel tragen zwei kurze, flache Stacheln. Die Fische haben nur eine Rückenflosse, die nur wenige Hartstrahlen hat. Erwachsene Tiere haben keine Bauchflossen. Die Afterflosse hat zwei bis sechs Hart- und 30 bis 50 Weichstrahlen.
Medusenfische ernähren sich von Quallen und Salpen. Jungtiere suchen unter dem Schirm von Quallen auch Schutz. 

## Systematik

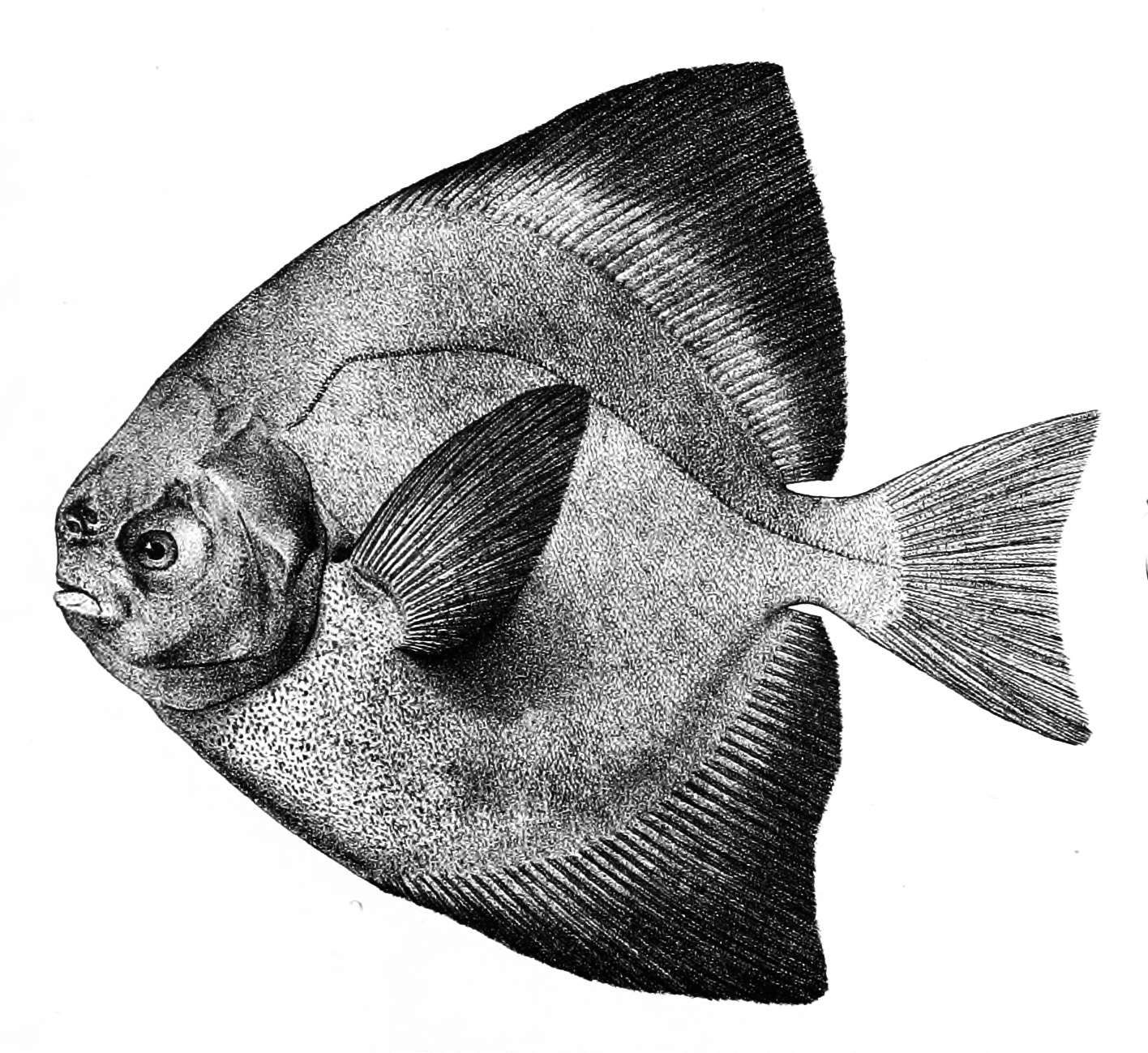
Pampus chinensis

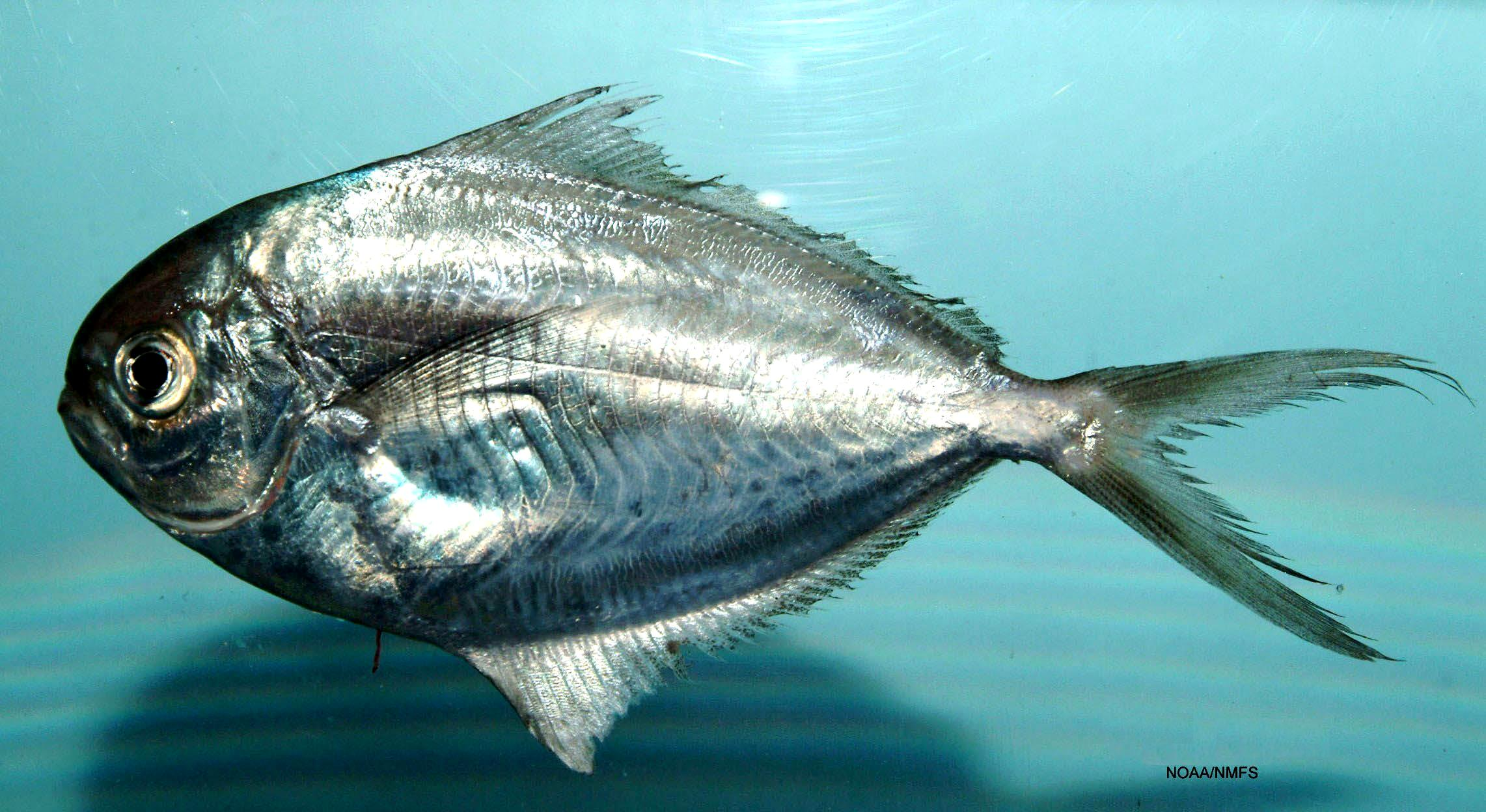
Peprilus burti

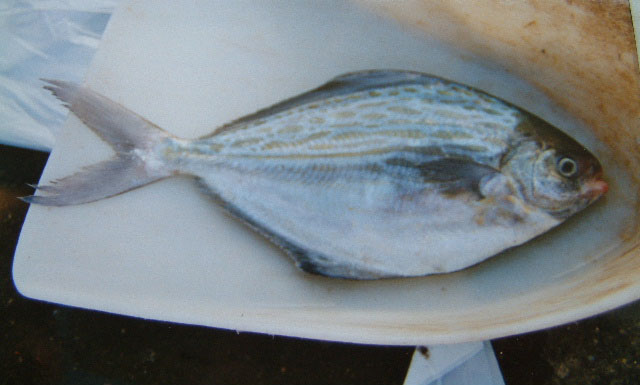
Stromateus fiatola

Innerhalb der Stromateidae werden drei rezente Gattungen mit etwa 20 Arten unterschieden:
- Pampus Bonaparte, 1834
  - Pampus argenteus (Euphrasen, 1788)
  - Pampus candidus (Cuvier, 1833)
  - Pampus chinensis (Euphrasen, 1788)
  - Pampus cinereus (Bloch, 1795)
  - Pampus echinogaster (Basilewsky, 1855)
  - Pampus liuorum Liu & Li, 2013
  - Pampus minor Liu & Li, 1998
  - Pampus punctatissimus (Temminck & Schlegel, 1845)
- Peprilus Cuvier, 1829
  - Peprilus burti Fowler, 1944
  - Peprilus crenulatus Cuvier, 1829
  - Peprilus medius (Peters, 1869)
  - Peprilus ovatus Horn, 1970
  - Peprilus paru (Linnaeus, 1758)
  - Peprilus simillimus (Ayres, 1860)
  - Peprilus snyderi Gilbert & Starks, 1904
  - Peprilus triacanthus (Peck, 1804)
  - Peprilus  xanthurus (Quoy & Gaimard, 1825)
- Stromateus Linnaeus, 1758
  - Stromateus brasiliensis Fowler, 1906
  - Blauer Butterfisch (Stromateus fiatola Linnaeus, 1758)
  - Stromateus stellatus Cuvier, 1829

## Fossilbefund
Mit Pinichthys pulcher aus dem unteren Oligozän des Nord-Kaukasus ist auch ein fossiler Medusenfisch bekannt.